# Vratislav Greško
Vratislav Greško (Tajov, 24 luglio 1977) è un allenatore di calcio ed ex calciatore slovacco, di ruolo difensore, tecnico nel settore giovanile del Dukla B.B.

## Carriera

### Giocatore

#### Club
Dopo i primi anni di carriera in patria con il Dukla Banská Bystrica e l'Inter Bratislava, Greško passò al Bayer Leverkusen nella stagione 1999-2000.
A ottobre 2000 fu acquistato per 14 miliardi di lire dall'Inter, da tempo alla ricerca di un terzino sinistro. Greško giocò tuttavia solo due stagioni a Milano, con prestazioni altalenanti. Un errore commesso a Roma il 5 maggio 2002, durante l'ultima giornata del campionato 2001-2002, lo portò ad essere considerato il capro espiatorio del mancato scudetto che i nerazzurri non vincevano da tredici anni: nello specifico, un suo retropassaggio errato al portiere Toldo permise al laziale Karel Poborský di segnare il temporaneo 2-2 che fu poi il preludio ad una sconfitta per 4-2, risultato che, unito alla contemporanea vittoria della Juventus a Udine, consegnò il titolo ai bianconeri torinesi.
Durante la successiva sessione di calciomercato, nell'estate 2002, Greško venne ceduto dall'Inter al Parma, con l'argentino Matías Almeyda a fare il percorso inverso. La sua parentesi emiliana durò circa sei mesi, periodo in cui giocò cinque gare di campionato, due di Coppa Italia e una di Coppa UEFA. A gennaio 2003 fu infatti girato in prestito in Inghilterra al Blackburn, club che nella stagione seguente lo rilevò a titolo definitivo.
A dicembre 2004 subì un infortunio ai legamenti del crociato a causa del quale fu indisponibile per il resto della stagione.
Dopo altre tre sporadiche partite con il Blackburn nella stagione successiva e la scadenza del contratto con il club inglese, nell'estate del 2006 fu ingaggiato dal Norimberga con cui vinse la Coppa di Germania; nel 2007-08 fu ancora nella rosa del Bayer Leverkusen, in cui rimase fino al 2009 a fine contratto.
Tornato in patria, dopo due anni d'inattività si impegnò con il Podbrezová appena promosso in 1. Liga, la seconda divisione nazionale; quello fu il suo ultimo club, perché dopo quattro stagioni, in cui giunse anche una promozione in prima divisione nel 2014, si ritirò a giugno 2015 per dedicarsi all'organizzazione teatrale, attività che aveva iniziato a intraprendere nel corso degli ultimi anni di carriera in Slovacchia: è infatti proprietario e gestore di un teatro nella città dove è cresciuto, Banská Bystrica.

#### Nazionale
Greško vanta 34 presenze per la Slovacchia con due gol, il primo dei quali marcato il 14 maggio 2002 in un'amichevole a Bratislava contro l'Uzbekistan, e l'ultimo due anni più tardi, il 18 agosto 2004 contro il Lussemburgo nell'ambito delle qualificazioni UEFA al campionato del mondo 2006.
L'esordio internazionale di Greško fu a Bratislava l'11 ottobre 2000 contro la Svezia, in un incontro delle qualificazioni UEFA al campionato del mondo 2002 e terminato 0-0; l'ultima presenza fu a Trnava il 12 settembre 2007, una vittoria 5-2 sul Galles nelle qualificazioni al campionato d'Europa 2008, competizione a cui la nazionale mitteleuropea non si qualificò.

### Allenatore
Terminata la carriera da calciatore, intraprese quella da allenatore entrando nello staff delle giovanili del Futbalový Klub Dukla Banská Bystrica.

## Statistiche

### Presenze e reti nei club
| Stagione                     | Squadra                      | Campionato                   | Campionato | Campionato | Coppe nazionali | Coppe nazionali | Coppe nazionali | Coppe continentali | Coppe continentali | Coppe continentali | Altre coppe | Altre coppe | Altre coppe | Totale | Totale |
| Stagione                     | Squadra                      | Comp                         | Pres       | Reti       | Comp            | Pres            | Reti            | Comp               | Pres               | Reti               | Comp        | Pres        | Reti        | Pres   | Reti   |
| ---------------------------- | ---------------------------- | ---------------------------- | ---------- | ---------- | --------------- | --------------- | --------------- | ------------------ | ------------------ | ------------------ | ----------- | ----------- | ----------- | ------ | ------ |
| 1995-1996                    | Dukla Banská Bystrica        | SL                           | ?          | ?          | CS              | ?               | ?               | -                  | -                  | -                  | -           | -           | -           | ?      | ?      |
| 1996-1997                    | Dukla Banská Bystrica        | SL                           | ?          | ?          | CS              | ?               | ?               | -                  | -                  | -                  | -           | -           | -           | ?      | ?      |
| Totale Dukla Banská Bystrica | Totale Dukla Banská Bystrica | Totale Dukla Banská Bystrica | 8          | 0          |                 | ?               | ?               |                    | -                  | -                  |             | -           | -           | 8+     | 0+     |
| 1997-1998                    | Inter Bratislava             | SL                           | ?          | ?          | CS              | ?               | ?               | -                  | -                  | -                  | -           | -           | -           | ?      | ?      |
| 1998-1999                    | Inter Bratislava             | SL                           | ?          | ?          | CS              | ?               | ?               | CU                 | 2                  | 0                  | -           | -           | -           | 2+     | 0+     |
| Totale Inter Bratislava      | Totale Inter Bratislava      | Totale Inter Bratislava      | 51         | 5          |                 | ?               | ?               |                    | 2                  | 0                  |             | -           | -           | 53+    | 5+     |
| 1999-2000                    | Bayer Leverkusen             | BL                           | 9          | 0          | CG+CdL          | 0+2             | 0+0             | UCL+CU             | 3+2                | 0+0                | -           | -           | -           | 16     | 0      |
| lug.-ott. 2000               | Bayer Leverkusen             | BL                           | 6          | 0          | CG+CdL          | 1+1             | 0+0             | UCL                | 2                  | 0                  | -           | -           | -           | 10     | 0      |
| nov. 2000-2001               | Inter                        | A                            | 18         | 0          | CI              | 2               | 0               | CU                 | -                  | -                  | SI          | -           | -           | 20     | 0      |
| 2001-2002                    | Inter                        | A                            | 23         | 0          | CI              | 2               | 0               | CU                 | 9                  | 1                  |             | -           | -           | 34     | 1      |
| Totale Inter                 | Totale Inter                 | Totale Inter                 | 41         | 1          |                 | 4               | 0               |                    | 9                  | 1                  |             | -           | -           | 54     | 2      |
| 2002-gen. 2003               | Parma                        | A                            | 5          | 0          | CI              | 2               | 0               | CU                 | 1                  | 0                  | SI          | 0           | 0           | 8      | 0      |
| gen.-giu. 2003               | Blackburn                    | PL                           | 10         | 0          | FACup+CdL       | 0+0             | 0+0             | CU                 | -                  | -                  | -           | -           | -           | 10     | 0      |
| 2003-2004                    | Blackburn                    | PL                           | 24         | 2          | FACup+CdL       | 1+1             | 0+0             | CU                 | 2                  | 0                  | -           | -           | -           | 28     | 2      |
| 2004-2005                    | Blackburn                    | PL                           | 3          | 0          | FACup+CdL       | 0+0             | 0+0             | -                  | -                  | -                  | -           | -           | -           | 3      | 0      |
| 2005-2006                    | Blackburn                    | PL                           | 3          | 0          | FACup+CdL       | 0+0             | 0+0             | -                  | -                  | -                  | -           | -           | -           | 3      | 0      |
| Totale Blackburn             | Totale Blackburn             | Totale Blackburn             | 40         | 2          |                 | 2               | 0               |                    | 2                  | 0                  |             | -           | -           | 44     | 2      |
| 2006-2007                    | Norimberga                   | BL                           | 15         | 1          | CG              | 2               | 0               | -                  | -                  | -                  | -           | -           | -           | 17     | 1      |
| 2007-2008                    | Bayer Leverkusen             | BL                           | 21         | 0          | CG              | 1               | 0               | CU                 | 4                  | 1                  | -           | -           | -           | 26     | 1      |
| 2008-2009                    | Bayer Leverkusen             | BL                           | 0          | 0          | CG              | 0               | 0               | -                  | -                  | -                  | -           | -           | -           | 0      | 0      |
| Totale Bayer Leverkusen      | Totale Bayer Leverkusen      | Totale Bayer Leverkusen      | 36         | 0          |                 | 5               | 0               |                    | 11                 | 1                  |             | -           | -           | 52     | 1      |
| mar.-giu. 2011               | Podbrezová                   | 2L                           | ?          | ?          | CS              | -               | -               | -                  | -                  | -                  | -           | -           | -           | 0      | 0      |
| 2011-2012                    | Podbrezová                   | 2L                           | 14         | 2          | CS              | ?               | ?               | -                  | -                  | -                  | -           | -           | -           | 14+    | 2+     |
| 2012-2013                    | Podbrezová                   | 2L                           | 31         | 4          | CS              | ?               | ?               | -                  | -                  | -                  | -           | -           | -           | 31+    | 4+     |
| 2013-2014                    | Podbrezová                   | 2L                           | 27         | 1          | CS              | ?               | ?               | -                  | -                  | -                  | -           | -           | -           | 27+    | 1+     |
| 2014-2015                    | Podbrezová                   | SL                           | 24         | 0          | CS              | ?               | ?               | -                  | -                  | -                  | -           | -           | -           | 24+    | 0+     |
| Totale Podbrezová            | Totale Podbrezová            | Totale Podbrezová            | 95+        | 7+         |                 | ?               | ?               |                    | -                  | -                  |             | -           | -           | 95+    | 7+     |
| Totale carriera              | Totale carriera              | Totale carriera              | 291+       | 16+        |                 | 15+             | 0+              |                    | 25                 | 2                  |             | 0           | 0           | 331+   | 18+    |

### Cronologia presenze e reti in nazionale
| Cronologia completa delle presenze e delle reti in nazionale ― Slovacchia | Cronologia completa delle presenze e delle reti in nazionale ― Slovacchia | Cronologia completa delle presenze e delle reti in nazionale ― Slovacchia | Cronologia completa delle presenze e delle reti in nazionale ― Slovacchia | Cronologia completa delle presenze e delle reti in nazionale ― Slovacchia | Cronologia completa delle presenze e delle reti in nazionale ― Slovacchia | Cronologia completa delle presenze e delle reti in nazionale ― Slovacchia | Cronologia completa delle presenze e delle reti in nazionale ― Slovacchia |
| Data                                                                      | Città                                                                     | In casa                                                                   | Risultato                                                                 | Ospiti                                                                    | Competizione                                                              | Reti                                                                      | Note                                                                      |
| ------------------------------------------------------------------------- | ------------------------------------------------------------------------- | ------------------------------------------------------------------------- | ------------------------------------------------------------------------- | ------------------------------------------------------------------------- | ------------------------------------------------------------------------- | ------------------------------------------------------------------------- | ------------------------------------------------------------------------- |
| 11-10-2000                                                                | Bratislava                                                                | Slovacchia                                                                | 0 – 0                                                                     | Svezia                                                                    | Qual. Mondiali 2002                                                       | -                                                                         | 58’                                                                       |
| 27-2-2001                                                                 | Algeri                                                                    | Algeria                                                                   | 1 – 1                                                                     | Slovacchia                                                                | Amichevole                                                                | -                                                                         | 90’                                                                       |
| 24-3-2001                                                                 | Istanbul                                                                  | Turchia                                                                   | 1 – 1                                                                     | Slovacchia                                                                | Qual. Mondiali 2002                                                       | -                                                                         |                                                                           |
| 28-3-2001                                                                 | Trnava                                                                    | Slovacchia                                                                | 3 – 1                                                                     | Azerbaigian                                                               | Qual. Mondiali 2002                                                       | -                                                                         |                                                                           |
| 25-4-2001                                                                 | Ploiești                                                                  | Romania                                                                   | 0 – 0                                                                     | Slovacchia                                                                | Amichevole                                                                | -                                                                         |                                                                           |
| 29-5-2001                                                                 | Brema                                                                     | Germania                                                                  | 2 – 0                                                                     | Slovacchia                                                                | Amichevole                                                                | -                                                                         |                                                                           |
| 2-6-2001                                                                  | Solna                                                                     | Svezia                                                                    | 2 – 0                                                                     | Slovacchia                                                                | Qual. Mondiali 2002                                                       | -                                                                         | 82’                                                                       |
| 6-6-2001                                                                  | Baku                                                                      | Azerbaigian                                                               | 2 – 0                                                                     | Slovacchia                                                                | Qual. Mondiali 2002                                                       | -                                                                         |                                                                           |
| 15-8-2001                                                                 | Bratislava                                                                | Slovacchia                                                                | 3 – 4                                                                     | Iran                                                                      | Amichevole                                                                | -                                                                         | 46’                                                                       |
| 1-9-2001                                                                  | Bratislava                                                                | Slovacchia                                                                | 0 – 1                                                                     | Turchia                                                                   | Qual. Mondiali 2002                                                       | -                                                                         |                                                                           |
| 5-9-2001                                                                  | Trenčín                                                                   | Slovacchia                                                                | 4 – 2                                                                     | Moldavia                                                                  | Qual. Mondiali 2002                                                       | -                                                                         | 80’                                                                       |
| 7-10-2001                                                                 | Skopje                                                                    | Macedonia                                                                 | 0 – 5                                                                     | Slovacchia                                                                | Qual. Mondiali 2002                                                       | -                                                                         |                                                                           |
| 27-3-2002                                                                 | Graz                                                                      | Austria                                                                   | 2 – 0                                                                     | Slovacchia                                                                | Amichevole                                                                | -                                                                         |                                                                           |
| 14-5-2002                                                                 | Prešov                                                                    | Slovacchia                                                                | 4 – 1                                                                     | Uzbekistan                                                                | Amichevole                                                                | 1                                                                         |                                                                           |
| 21-8-2002                                                                 | Olomouc                                                                   | Rep. Ceca                                                                 | 4 – 1                                                                     | Slovacchia                                                                | Amichevole                                                                | -                                                                         |                                                                           |
| 7-9-2002                                                                  | Istanbul                                                                  | Turchia                                                                   | 3 – 0                                                                     | Slovacchia                                                                | Qual. Euro 2004                                                           | -                                                                         | 72’                                                                       |
| 31-3-2004                                                                 | Bratislava                                                                | Slovacchia                                                                | 1 – 1                                                                     | Austria                                                                   | Amichevole                                                                | -                                                                         | 52’                                                                       |
| 28-4-2004                                                                 | Kiev                                                                      | Ucraina                                                                   | 1 – 1                                                                     | Slovacchia                                                                | Amichevole                                                                | -                                                                         |                                                                           |
| 29-5-2004                                                                 | Fiume                                                                     | Croazia                                                                   | 1 – 0                                                                     | Slovacchia                                                                | Amichevole                                                                | -                                                                         |                                                                           |
| 18-8-2004                                                                 | Bratislava                                                                | Slovacchia                                                                | 3 – 1                                                                     | Lussemburgo                                                               | Qual. Mondiali 2006                                                       | 1                                                                         |                                                                           |
| 4-9-2004                                                                  | Mosca                                                                     | Russia                                                                    | 1 – 1                                                                     | Slovacchia                                                                | Qual. Mondiali 2006                                                       | -                                                                         |                                                                           |
| 8-9-2004                                                                  | Bratislava                                                                | Slovacchia                                                                | 7 – 0                                                                     | Liechtenstein                                                             | Qual. Mondiali 2006                                                       | -                                                                         | 17’ 62’                                                                   |
| 9-10-2004                                                                 | Bratislava                                                                | Slovacchia                                                                | 4 – 1                                                                     | Lettonia                                                                  | Qual. Mondiali 2006                                                       | -                                                                         |                                                                           |
| 17-11-2004                                                                | Trnava                                                                    | Slovacchia                                                                | 0 – 0                                                                     | Slovenia                                                                  | Amichevole                                                                | -                                                                         | 7’                                                                        |
| 17-8-2005                                                                 | Vaduz                                                                     | Liechtenstein                                                             | 0 – 0                                                                     | Slovacchia                                                                | Qual. Mondiali 2006                                                       | -                                                                         | 56’                                                                       |
| 3-9-2005                                                                  | Bratislava                                                                | Slovacchia                                                                | 2 – 0                                                                     | Germania                                                                  | Amichevole                                                                | -                                                                         |                                                                           |
| 7-9-2005                                                                  | Riga                                                                      | Lettonia                                                                  | 1 – 1                                                                     | Slovacchia                                                                | Qual. Mondiali 2006                                                       | -                                                                         |                                                                           |
| 12-11-2005                                                                | Madrid                                                                    | Spagna                                                                    | 5 – 1                                                                     | Slovacchia                                                                | Qual. Mondiali 2006                                                       | -                                                                         | 66’                                                                       |
| 16-11-2005                                                                | Bratislava                                                                | Slovacchia                                                                | 1 – 1                                                                     | Spagna                                                                    | Qual. Mondiali 2006                                                       | -                                                                         | 78’                                                                       |
| 7-2-2007                                                                  | Jerez de la Frontera                                                      | Slovacchia                                                                | 2 – 2                                                                     | Polonia                                                                   | Amichevole                                                                | -                                                                         |                                                                           |
| 24-3-2007                                                                 | Strovolos                                                                 | Cipro                                                                     | 1 – 3                                                                     | Slovacchia                                                                | Qual. Euro 2008                                                           | -                                                                         | 27’                                                                       |
| 28-3-2007                                                                 | Dublino                                                                   | Irlanda                                                                   | 1 – 0                                                                     | Slovacchia                                                                | Qual. Euro 2008                                                           | -                                                                         |                                                                           |
| 8-9-2007                                                                  | Bratislava                                                                | Slovacchia                                                                | 2 – 2                                                                     | Irlanda                                                                   | Qual. Euro 2008                                                           | -                                                                         |                                                                           |
| 12-9-2007                                                                 | Trnava                                                                    | Slovacchia                                                                | 2 – 5                                                                     | Galles                                                                    | Qual. Euro 2008                                                           | -                                                                         | 64’                                                                       |
| Totale                                                                    |                                                                           | Presenze                                                                  | 34                                                                        |                                                                           | Reti                                                                      | 2                                                                         |                                                                           |

## Palmarès

### Club
- Coppa di Germania: 1

Norimberga: 2006-07

## Nella cultura di massa
Nel film La leggenda di Al, John e Jack, il personaggio di Giovanni si chiama Johnny Gresko, cognome preso dal giocatore slovacco.